# Gaetano Sacchi
Gaetano Sacchi (* 6. Dezember 1824 in Pavia; † 25. Februar 1886 in Rom) war ein italienischer Rechtsanwalt, Politiker und Militär unter Giuseppe Garibaldi. 

## Leben
Gaetano Sacchi war Sohn des Pasquale und dessen Ehefrau Antonia geborene Cucchi. Er heiratete Encarnacion de Lyon Garabito. Nach einem abgebrochenen Jurastudium trat er in Genua 1842 in die Handelsmarine ein. Ab 1843 nahm er in der Italienischen Legion unter dem Kommando von Giuseppe Garibaldi am Bürgerkrieg in Uruguay teil. 1848 kehrte er nach Italien zurück und kämpfte für die Verteidigung der Römischen Republik.
Im Verlauf des Risorgimento war er an den Prozessen in Mantua im Jahr 1852 beteiligt und kehrte 1853 nach Zürich zurück. Er hielt sich auch kurz in Locarno auf, wo er Giuseppe Mazzini traf. Im Jahr 1859 nahm er am zweiten italienischen Unabhängigkeitskrieg teil und führte 1860 ein Korps von Freiwilligen zur Unterstützung von Garibaldis Truppen in Süditalien an.
Ab 1876 gehörte er dem Senato del Regno an.